# Universität Turku

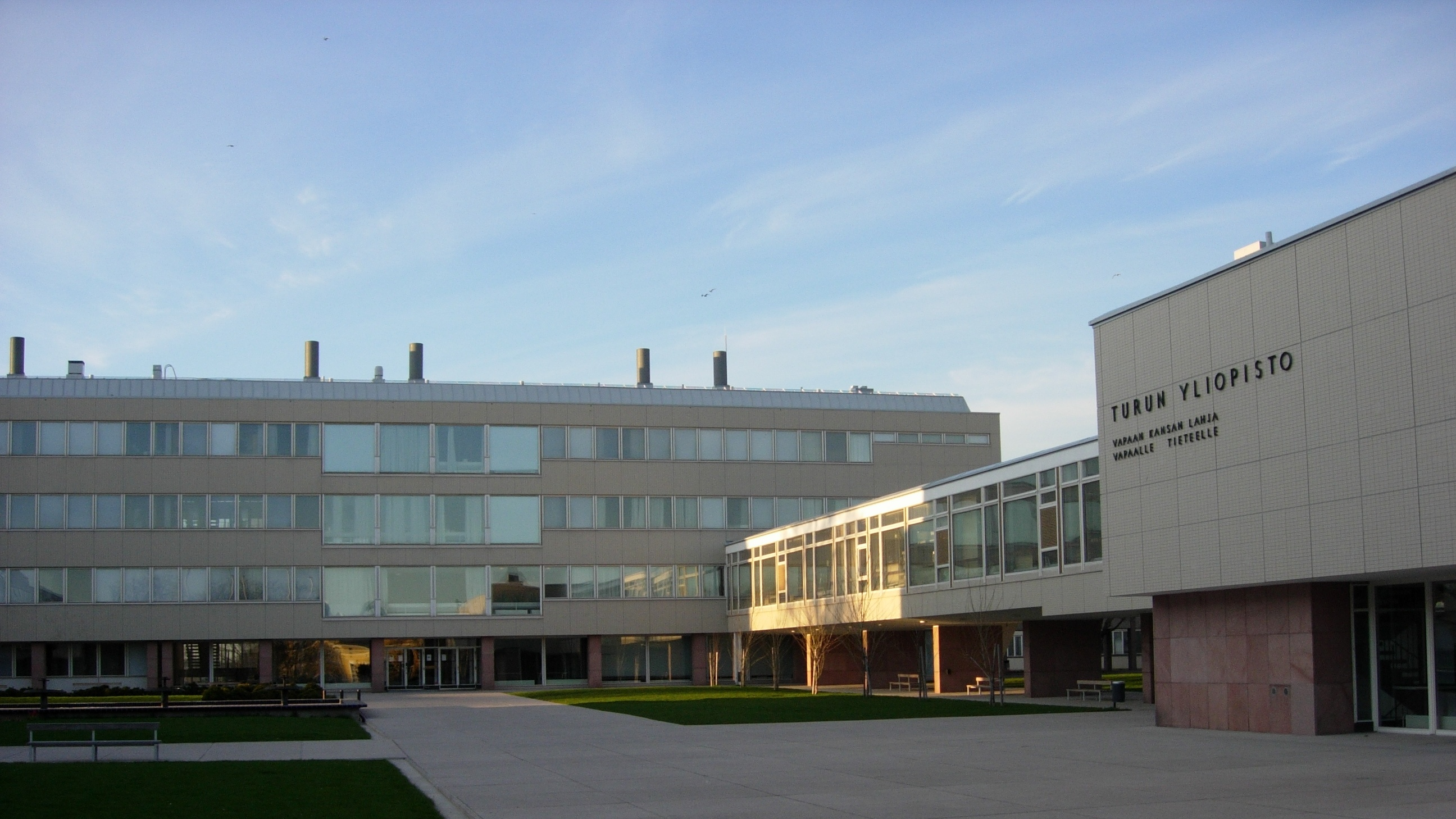
Hauptgebäude der Universität Turku

Die Universität Turku (finnisch: Turun yliopisto, lat.: Universitas Aboensis) ist eine Universität in der finnischen Stadt Turku. Sie ist die zweitgrößte Universität Finnlands (nach der Universität Helsinki) mit rund 19.554 Studenten, davon rund 1.885 Doktoranden (2016).
Die Universität Turku wurde 1920 gegründet, zwei Jahre nach der schwedischsprachigen Åbo Akademi. Die in Turku von 1640 bis 1828 ansässige Akademie zu Turku hingegen ist der Vorgänger der Universität Helsinki und mit den heutigen beiden Turkuer Universitäten nicht verbunden. Die Hochschule ist Zentrum des Wissenschaftsparks Turku (Turun tiedepuisto).
Am 1. Januar 2010 wurde die Handelshochschule Turku der Universität Turku angegliedert.

## Campus
Der Campus befindet sich auf beiden Seiten der Straße Hämeenkatu. Das Hauptgebäude, viele Universitätsbibliotheken und der Hauptteil der anderen Universitätsgebäude liegen auf dem Universitätshügel. Der Campus erstreckt sich vom Dom bis Turku Science Park, der unweit der Kupittaa Bahnstation liegt. Die Universität Turku nutzt den Campus gemeinsam mit der schwedischen Universität Åbo Akademi und der Fachhochschule Turku. Auf dem Gelände befinden sich unter anderem die Universitätsklinik Turku, das Studentenwohnheim Ylioppilastalot und das Studentendorf Turku Student Village. Zu Fuß ist die Universität vom Zentrum innerhalb von 10 Minuten erreichbar. Dependancen der Uni Turku befinden sich in Rauma (Institut für Lehrerausbildung) und Pori (Handelshochschule, Kulturwissenschaft und Landschaftsforschung).

## Fakultäten
Es gibt sieben Fakultäten mit einzelnen Instituten.

### Geisteswissenschaften
- Institut für Geschichts-, Kultur- und Kunstforschung
- Institut für Sprach- und Translationswissenschaften

### Erziehungswissenschaften
- Institut für Erziehungswissenschaften
- Institut für Lehrerausbildung

### Medizin
- Institut für Allgemeinmedizin
- Institut für Biomedizin
- Institut für Zahnmedizin
- Institut für Pflegewissenschaften
- Klinisches Institut für Psychiatrie
- Herzforschungszentrum

### Mathematik- und Naturwissenschaften
- Umweltwissenschaften
- Institut für Biochemie
- Institut für Biologie
- Institut für Physik und Astronomie
- Institut für Informationstechnologie
- Institut für Chemie
- Institut für Geographie und Geologie
- Institut für Mathematik und Statistik

### Rechtswissenschaften
- Rechtswissenschaften
- Master’s Degree Programme in Law and Information Society
- Turku Law School

### Gesellschaftswissenschaften
- Institut für Philosophie, politische Geschichte und Politikwissenschaften
- Institut für Psychologie und Logopädie
- Institut für Sozialwissenschaften

### Wirtschaftswissenschaften
- Institut für Management und Unternehmertum
- Institut für Rechnungswesen und Finanzierung
- Institut für Marketing und Internationale Geschäftstätigkeit
- Institut für Volkswirtschaften
- Zukunftsforschungszentrum
- Die Handelshochschule von Turku, in Pori

## Forschungsschwerpunkte
Jeder Doktorand an der Universität Turku wird seit 2011 in der Graduiertenschule (University of Turku Graduate School, UTUGS) betreut. Das Forschungsumfeld an der Universität Turku ist in folgende Forschungskomplexe unterteilt:
- Biozukunft
- Digitalzukunft
- Kulturelles Gedächtnis und Veränderung der Gesellschaft
- Kinder, Jugendliche und Lernen
- Medikamentenentwicklung und Diagnostik
- See und Seefahrt[3]

### Forschungsinstitute
Es gibt zwei Forschungsinstitute, die sowohl auf die berufliche Förderung von jungen Forschern abzielen als auch die Forschung auf neuestem Stand voranbringen wollen:
The Turku Institute for Advanced Studies (TIAS) ist ein gemeinsames Projekt der Fakultäten für Geisteswissenschaften, Erziehungswissenschaften, Rechtswissenschaften und von dem Institut für Sozialwissenschaften.
The Turku Collegium for Science and Medicine (TCSM) ist ein fachübergreifendes Unternehmen für Studenten der Naturwissenschaften und Medizin. Die Forscher von TIAS und TCSM werden für drei Jahre durch einen internationalen Wettbewerb ausgewählt. Die Forschungsinstitute bieten sowohl Postdoktorandenstellen als auch Stellen für fortgeschrittene Collegium-Forscher.

### Spitzenforschungszentren
Die Universität Turku koordiniert zwei von Finnlands Akademie der Wissenschaften unterstützte Spitzenforschungszentren. Im Projekt „Primärproduzenten der Molekularbiologie“ werden Vegetation, Entwicklung und Stoffwechsel der Pflanzen und assimilierenden Organismen untersucht. Das Ziel des Projektes ist herauszufinden, wie assimilierende Organismen Sonnenenergie binden und die Effektivität von den bioökonomischen Anwendungen der Primärproduktion zu verstärken.
Am „Forschungszentrum für Kreislauf- und Stoffwechselkrankheiten“ werden neue diagnostische Methoden für die frühe Feststellung und Prävention von Kreislauf- und Stoffwechselkrankheiten samt ihrer Behandlung und Wiederherstellung recherchiert. Einige der wichtigsten Ziele des Projektes sind sowohl die Ursachen von Typ-2-Diabetes als auch die Einflussmöglichkeiten auf das Fortschreiten der Krankheit herauszufinden.

## Internationale und nationale Verbindungen

### International
Die Universität gehört zu vielen Organisationen und Netzwerken:
- Die Coimbra-Gruppe, das Netzwerk der europäischen Universitäten
- The Baltic Sea Region University Network, fördert Zusammenarbeit in Forschung und Bildung
- University of the Arctic, fördert Zusammenarbeit in der nördlichen Hemisphäre
- The Southern African Nordic Centre, fördert Zusammenarbeit zwischen Südafrika und den nordischen Ländern
- Fudan Nordic Centre, schafft Zusammenarbeit in Forschung zwischen nordischen und chinesischen Universitäten

### National
Die Universität arbeitet auch mit anderen finnischen Hochschulen zusammen. Eine besonders intensive Zusammenarbeit besteht mit der Åbo Akademi in den Bereichen:
- Informationstechnik, Forschungs- und Schulungszentrum
- Biotechnologiezentrum
- Medizinische Forschungszentrum

An der Universität werden wettbewerbsfähige Modelle in Forschung und Ausbildung in Zusammenarbeit mit der Universität Ostfinnland, der Universität Oulu und der Universität Tampere erarbeitet.
Finland University Oy, eine Gesellschaft, die internationale Ausbildungsdienste vermarkt und verkauft (Universität Tampere und Universität Ostfinnland).

## Persönlichkeiten
Akademie zu Turku
- Elias Lönnrot (1802–1884), Schriftsteller und Philologe
- Johan Ludvig Runeberg (1804–1877), Schriftsteller und Finnlands Nationaldichter
- Johan Vilhelm Snellman (1806–1881), Philosoph, Journalist und Staatsmann

Universität Turku
- Teemu Brunila (* 1976), Sänger, Producer, Komponist und Textdichter
- Liisa Hyssälä (* 1948), Generaldirektorin der Sozialversicherungsanstalt Kela
- Ilkka Kanerva (1948–2022), Politiker
- Mauno Koivisto (1923–2017), der neunte finnische Präsident
- Heli Laaksonen (* 1972), Dichterin
- Sauli Niinistö (* 1948), der elfte finnische Präsident
- Ville Niinistö (* 1976), Politiker
- Petteri Orpo (* 1969), Politiker
- Pekka Puska (* 1945), Professor und Experte für Public Health
- Anna Puu (* 1982), Popsängerin und Songwriterin
- Martin Scheinin (* 1954), Professor für Staats- und Völkerrecht und früherer UN-Sonderberichterstatter für Menschenrechte im Kampf gegen den Terrorismus